# Forrest City
Forrest City ist eine City in sowie Sitz der County-Verwaltung von St. Francis County im US-amerikanischen Bundesstaat Arkansas. Das U.S. Census Bureau hat bei der Volkszählung 2020 eine Einwohnerzahl von 13.015 ermittelt.
Das Stadtgebiet hat eine Größe von 42,2 km². Benannt ist die Stadt nach dem Südstaaten-General und Gründer des Ku-Klux-Klans Nathan Bedford Forrest.

## Sehenswürdigkeiten
- Forrest City Downtown Murals
- St. Francis County Museum
- Cambell House
- Mann House
- Stuart Springs

## Geschichte
Der Ex-General der konföderierten Armee, Nathan Bedford Forrest unterzeichnete 1866 mit C. C. McCreanor einen Vertrag, der den Bau einer Eisenbahnstrecke der Memphis & Little Rock Railroad von Madison am St. Francis River nach DeValls Bluff auf dem Westufer des Flusses White River zum Inhalt hatte. Der erste Zug fuhr 1868. Colonel V.B. Izard plante die Stadt 1868. Die Ansammlung von Häusern wurde von den Einwohnern inoffiziell "Forrest's Town" genannt. Später wurde daraus Forrest City. Am 11. Mai 1870 wurde die Stadt offiziell gegründet.
1949 wurden Beweise (Fossilien) dafür gefunden, dass Mastodonten in prähistorischer Zeit innerhalb der Stadtgrenzen gelebt hatten.

## Justizvollzugsanstalt
Forrest City beherbergt das Bundesgefängnis Federal Correctional Complex, Forrest City (FCC Forrest City). Das Gefängnis, das nur männliche Häftlinge hält, besteht aus zwei Bereichen: Das Federal Correctional Institution, Forrest City Low, ein Gefängnis mit niedrigem Sicherheitsstandard und das Federal Correctional Institution, Forrest City Medium (FCI Forrest City Medium) ein Gefängnis mit mittlerem Sicherheitsstandard.

## Söhne und Töchter der Stadt
- Loney Gordon (1915–1999), Chemikerin
- Albert King (1923–1992), Bluesmusiker
- Jimmy Rogers (1924–1997), NFL-Spieler für die New Orleans Saints.[3]
- Gilbert Morris (1929–2016), Pastor, Englischdozent und Schriftsteller
- Sonny Liston (1932–1970), Schwergewichtsweltmeister im Boxen
- Charlie Rich (1932–1995), Country-Sänger
- Al Green (* 1946), Sänger und Prediger
- John W. Henry (* 1949), Besitzer der Boston Red Sox
- Eli Cranor (* 1988), Schriftsteller und Journalist
- Don Kessinger, ein Baseball-Profi[4]
- Cal Slayton, Comiczeichner
- Dennis Winston, NFL-Spieler